# Торопово (Нижегородская область)
 Торопово  — деревня в Шарангском районе Нижегородской области в составе  Старорудкинского сельсовета .

## География
Расположена на расстоянии примерно 15 км на юг от районного центра посёлка Шаранга.

## История
Известна с 1873 года как починок Тороповской, где дворов 14 и жителей 121, в 1905 61 и 394, в 1926 (уже деревня Торопово) 91 и 486, в 1950 86 и 282.

## Население
Постоянное население составляло 65 человек (русские 100%) в 2002 году, 37 в 2010.